# Kenneth Weiss

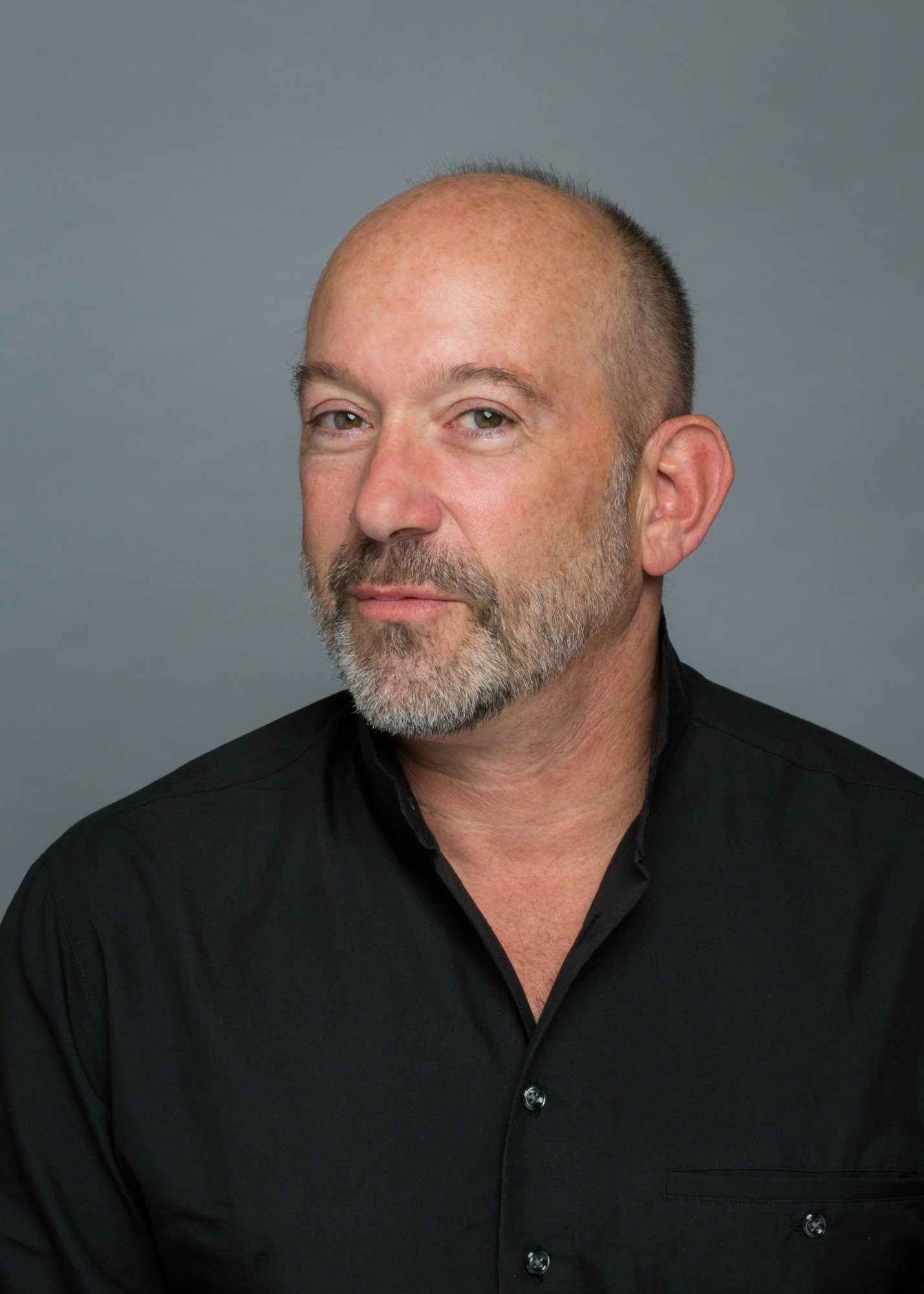
Kenneth Weiss, 2016

Kenneth Weiss (* 4. Januar 1963 in New York City) ist ein amerikanischer Pianist, Cembalist, Dirigent und Musikpädagoge. Als Solist wurde er besonders für seine Bach-Darbietungen bekannt.

## Leben und Werk
Kenneth Weiss studierte an der High School of Performing Arts in New York. Nach seinem Studium bei Lisa Goode Crawford am Oberlin Conservatory in den USA setzte er sein Cembalostudium bei Gustav Leonhardt am Sweelinck Konservatorium Amsterdam fort. 1989 gewann er den dritten Preis beim internationalen Cembalowettbewerb im Rahmen des Brügger Festivals für Alte Musik.
Von 1990 bis 1993 arbeitete Kenneth Weiss  als musikalischer Assistent von William Christie beim Ensemble Les Arts Florissants. Er begleitete eine Vielzahl von Produktionen und Einspielungen dieser Zeit. Als Dirigent arbeitete er anschließend insbesondere mit der Tänzerin und Choreografin Trisha Brown sowie dem Tänzer und Choreografen Jiří Kylián an neuen Produktionen des Brüsseler Théâtre de la Monnaie und der Pariser Oper zusammen. Er leitete eine Bühnenproduktion von Henry Purcells Dido and Aeneas an der Académie Européenne de Musique d'Aix en Provence mit Konversionen an den Opern von Lille, Bordeaux und Monte Carlo.
Neben seiner Karriere als Dirigent trat Kenneth Weiss als Solist bei zahlreichen Festivals wie dem Festival von Aix-en-Provence, dem Roque d’Anthéron, Ambronay, der Wigmore Hall in London, dem Bach-Festival in Lausanne und dem Bamboo Orgel Festival auf den Philippinen auf. Seine Tonträgereinspielungen, darunter die Goldberg-Variationen und Das Wohltemperierte Klavier von Johann Sebastian Bach, wurden von der Musikkritik hoch gelobt. Als gefragter Solist trat er häufig mit dem Violoncellisten Marc Coppey und der spanischen Violinistin Lina Tur Bonet auf.
Kenneth Weiss unterrichtet am Pariser Konservatorium, an der Haute École de Musique de Genève und an der Juilliard School in New York.